# هوارد فرانكلين كلارك
هوارد فرانكلين كلارك (بالإنجليزية: Howard Franklin Clark)‏ هو ضابط أمريكي، ولد في 15 سبتمبر 1914 في ويلمنغتون في الولايات المتحدة، وتوفي في 8 مايو 1942 في بحر المرجان في أستراليا بسبب قتل في المعركة.